# Рядок
Рядок, також, застаріле, стрічка — кілька слів, літер або інших знаків, написаних чи надрукованих в одну лінію.

## Віршування
Рядок у вірші, верс — основна ритмічна одиниця в усіх системах віршування. Він відділяється від інших рядків графічно. Тому віршована мова, розбита на віршові рядки, й своїм виглядом не подібна до прози. Незалежно від того, чи речення закінчується, чи ні, в кінці рядка під час читання з'являється ритмічна пауза. Ритмічний малюнок рядка залежить від менших його часток (зокрема, стоп і колін), від руху звуків мови, що входять у слова з конкретним значенням. Враховуючи особливості різних мов, витворилися й різні системи віршування:
- метрична (антична)
- силабічна
- силабо-тонічна
- тонічна

У найпоширенішій нині силабо-тонічній системі рядки вірша розбиваються на дво- і трискладові стопи (ямб, хорей, дактиль, амфібрахій і анапест). У рядках, написаних ямбами чи хореями, окремі стопи можуть замінятися пірихіям й або спондеями, урізноманітнюючи ритмічне звучання вірша.